# Taller Canario de Canción
Taller Canario de Canción, más conocido como Taller Canario o simplemente Taller, es un grupo musical canario formado en 1985 en Tenerife por Pedro Guerra, Andrés Molina, Rogelio Botanz y Marisa Delgado.

## Historia
Partiendo del folclore popular canario y de la canción de autor, fusionaron su música con influencias de muy diverso estilo (música latinoamericana, folclore vasco, música norteafricana, rock, pop, reggae, etc.). Su obra evoluciona desde una temática originalmente comprometida con la historia y cultura canaria como se puede ver claramente en el disco "Identidad", finalizada la gira latinoamericana y de regreso a Tenerife, grabaron su tercer LP titulado "A por todas" (1989): en el que contaron con la colaboración de Silvio Rodríguez que acompañó con su voz a Pedro Guerra en la interpretación de su canción "Encubrimiento de América".
A partir de ahí, el grupo Taller experimentó una sensible evolución como consecuencia de las muchas vivencias que habían compartido, tanto desde el punto de vista personal como desde el profesional, y de la serena reflexión que realizaron sobre el éxito y la proyección que empezaban a tener sus canciones. Esta evolución afectó, por una parte, a sus composiciones poéticas y musicales que, sin perder sus raíces y su identidad canarias, empezaron a universalizarse, es decir, a salir del marco perceptivo, sensorial y emocional isleño, para conectar con realidades y situaciones más amplias y globales.
La primera grabación de Taller se encuentra en el disco "Nueva Canción Canaria", editado por el Centro de la Cultura Popular Canaria y el Parlamento de Canarias en 1985: se trata de la canción Endecha, adaptación de una de las endechas en lengua guanche (bereber) recogidas por Leonardo Torriani en el siglo XVI. Además de esta canción, en este disco, cada uno de los componentes del grupo interpreta otros tres temas. Tras esta grabación Marisa abandona el grupo.
En 1988 realizan junto a Marisa una gira por Cuba, Nicaragua, Venezuela, Madrid y País Vasco, tras la cual grabarán el disco "A por todas", con la colaboración de Silvio Rodríguez. A partir de este momento todos los discos de Taller Canario contarán con colaboraciones de otros cantantes. En 1993 Pedro Guerra abandona el grupo y marcha a Madrid. Taller sigue existiendo como dúo hasta el año 1995, aunque tienen apariciones esporádicas en los años siguientes. En agosto de 2018 el grupo formado por Andrés Molina y Rogelio Botanz, anuncia que vuelve a los escenarios, tras ser "reclamados" para actuar por el Cabildo de Gran Canaria. El primer concierto del grupo en esta nueva etapa, lo realizarán con la Producción Artística de Julio Tejera ,en el municipio de Teror (Gran Canaria). El sábado 1 de septiembre de 2018, y como cierre de la edición del Festival Teresa de Bolívar de ese mismo año, actúan con gran éxito de público en la villa mariana y confirman su regreso a los escenarios.

## Formación[4]
- Pedro Guerra: voz, guitarras española, acústica y eléctrica, timple, laúd y bajo. En los primeros discos toca también ocasionalmente los teclados. En 1993 abandona el grupo para iniciar su carrera en solitario.

- Andrés Molina: voz, teclados y acordeón. En los primeros discos toca también el bajo, el laúd y alguna guitarra.

- Rogelio Botanz: voz, percutería (instrumento formado por distintos tambores e instrumentos de percusión canarios dispuestos de manera similar a una batería), pito herreño, litófono (piedras) y ganigófono. En los primeros discos toca también el acordeón, el bajo y la mandolina. También aparece ocasionalmente en algunos discos tocando la guitarra.

- Marisa: voz y percusión. Abandona el grupo poco tiempo después de que este se formara. Sin embargo seguirá colaborando ocasionalmente en los discos de Taller haciendo coros; también en alguna ocasión acompañará al grupo en las giras.

## Otros músicos que acompañaron frecuentemente a Taller Canario[5]
- Gonzalo de Araoz Vigil: Guitarra eléctrica y coros: Aparece en los dos últimos discos del grupo y fue director musical de la banda de directo en esa época.
- Luis Fernández: Teclados, sampler, programaciones y coros. Aparece en todos los discos de Taller salvo los dos últimos. En los discos A por Todas y Rap a duras penas participa además como coarreglista.
- José Carlos Machado: Bajo y contrabajo: Aparece en los tres últimos discos del grupo.
- Carlos Mas: Apariciones esporádicas en los discos tocando chácaras, timple o guitarra de doce cuerdas.
- Alfredo Llanos: Batería en los discos Rap a duras penas y Y ahora... qué. También toca la batería en el tema Otra forma de amor del disco A por todas.
- Julio Tejera: Piano y Teclados, programaciones,coros. Aparece en discos de Taller y también en discos de Andrés Molina y Rogelio Botanz en solitario, asumiendo labores de productor y coarreglista, productor Artístico y Director Musical en el reencuentro del Taller en Teror.

## Discografía[6]
- Trapera (1986)
- Identidad (1988)
- A por todas (1989)
- Rap a duras penas (1991)
- Y ahora... ¿qué? (1994)
- Castillos de Arena (1999)

Otros
- Nueva Canción Canaria (1985)
- Conocidos Íntimos en directo (2004)

## Colaboraciones[7]
- Silvio Rodríguez: voz en "El encubrimiento de América" (disco "A por todas")
- Joaquín Sabina: voz en "Con pinta de tipo que busca heroína" (disco "Rap a duras penas")
- Luis Morera (Taburiente): voz en "Berlín 90" (disco "Rap a duras penas")
- Cecilia Todd: voz en "A qué cantar" y coros en "Rap a duras penas" (disco "Rap a duras penas"); coros en "Castillos de arena" y "Tagana Guayoch" (disco "Castillos de Arena")
- Luisa Machado: coros en "Rap a duras penas" (disco "Rap a duras penas"); coros en "Castillos de arena" y "Tagana Guayoch" (disco "Castillos de Arena") y saharitz en "Sáhara" (disco "Castillos de Arena")
- Natxo de Felipe (Oskorri): voz e irrintzis en "Garaldea" (disco "Rap a duras penas")
- Luis Eduardo Aute: voz en "Sobre la luna" (disco "Rap a duras penas")
- Ana Belén: voz en "Nadie sabe" (disco "Y ahora...qué")
- Carlos Varela: voz en "Piel de crucifijo" (disco "Y ahora...qué")
- Víctor Manuel: voz en "Me dice ven" (disco "Y ahora...qué")
- Ruper Ordorika: voz en "Tajaraste de los números" (disco "Y ahora...qué")
- Ismaila Sane: voz en "La más perfecta máquina de correr" (disco "Y ahora...qué")
- Benito Cabrera: timple en el disco "Castillos de arena"
- Kiko Tovar: voz en "Castillos de arena" (vers. 1) (disco "Castillos de Arena")
- Polito Ibáñez: voz en "Tagana Guayoch" (vers. idioma guanche-castellano) (disco "Castillos de arena")
- Eva de Goñi: voz en "Castillos de arena" y "Retrato de un viaje incompleto" (disco "Castillos de Arena")
- Quintín Cabrera: voz en "Cosas de niños" (disco "Castillos de arena")
- Moilida Mboirik: voz y saharitz en "Sáhara" (disco "Castillos de arena")
- mujer anónima: voz y saharitz en "Sáhara" (disco "Castillos de arena")
- Mikel Urdangarín: voz en "Al mar" y "Tagana Guayoch" (versión guanche-euskera) (disco "Castillos de arena")
- Javier Álvarez: coros en "Castillos de arena" y "Tagana Guayoch" (disco "Castillos de arena")